# Северная Быстрая
Северная Быстрая (в низовье Быстрая) — река в России, протекает по Пермскому краю. Устье реки находится в 855 км по правому берегу Камского водохранилища. Длина реки составляет 12 км.
Имеет правый приток — реку Полуденная Быстрая.

## Данные водного реестра
По данным государственного водного реестра России относится к Камскому бассейновому округу, водохозяйственный участок реки — Кама от города Березники до Камского гидроузла, без реки Косьва (от истока до Широковского гидроузла), Чусовая и Сылва, речной подбассейн реки — бассейны притоков Камы до впадения Белой. Речной бассейн реки — Кама.
Код объекта в государственном водном реестре — 10010100912111100007703.